# Predgriže
Predgriže – wieś w Słowenii, w gminie Idrija. W 2018 roku liczyła 152 mieszkańców.